# Сере (округ)
Округ Сере (фр. Arrondissement de Céret) — округ у Франції, в департаменті Східні Піренеї. 2023 року округ об'єднував 64 муніципалітети, населення становило 133 405 осіб.
Адміністративний центр (супрефектура) — Сере.

## Муніципалітети
Список муніципалітетів округу та їхні коди INSEE:
1. Аленья (66002)
2. Амелі-ле-Бен-Палальда (66003)
3. Аржеле-сюр-Мер (66008)
4. Арль-сюр-Теш (66009)
5. Баж (66011)
6. Баніюль-дель-Аспр (66015)
7. Баніюль-сюр-Мер (66016)
8. Бруя (66026)
9. Вівес (66233)
10. Вільлонг-дель-Мон (66225)
11. Вільмолак (66226)
12. Ельн (66065)
13. Йоро (66099)
14. Кальмей (66032)
15. Камелас (66033)
16. Кастельну (66044)
17. Кексас (66029)
18. Колліур (66053)
19. Корнея-дель-Верколь (66059)
20. Корсаві (66060)
21. Кустуж (66061)
22. Ла-Бастід (66018)
23. Л'Альбер (66001)
24. Ламанер (66091)
25. Ларок-дез-Альбер (66093)
26. Латур-Ба-Ельн (66094)
27. Ле-Булу (66024)
28. Ле-Клюз (66063)
29. Ле-Пертюс (66137)
30. Ле-Тек (66206)
31. Монболо (66113)
32. Монтеск'є-дез-Альбер (66115)
33. Монтеско (66114)
34. Монторйоль (66112)
35. Монферре (66116)
36. Мореяс-ла-Іллас (66106)
37. Омс (66126)
38. Ортаффа (66129)
39. Пало-дель-Відр (66133)
40. Пасса (66134)
41. Пор-Вандр (66148)
42. Пратс-де-Молло-ла-Прест (66150)
43. Рейнес (66160)
44. Сен-Жан-Лассей (66177)
45. Сен-Жан-Пла-де-Кор (66178)
46. Сен-Жені-де-Фонтен (66175)
47. Сен-Лоран-де-Сердан (66179)
48. Сен-Марсаль (66183)
49. Сен-Сіпріян (66171)
50. Сент-Андре (66168)
51. Сент-Коломб-де-ла-Коммандрі (66170)
52. Сербер (66048)
53. Сере (66049)
54. Серралонг (66194)
55. Соред (66196)
56. Тає (66199)
57. Теза (66208)
58. Терратс (66207)
59. Толі (66203)
60. Тордер (66211)
61. Трессерр (66214)
62. Труяс (66217)
63. Тюїр (66210)
64. Фурк (66084)